# Basílica de St. Stanislaus
La Basilica of St. Stanislaus es una basílica menor de la Iglesia católica dedicada a Estanislao de Szczepanów localizada en Chicopee, Massachusetts en la costa este de Estados Unidos. La iglesia está bajo la circunscripción de la Diócesis de Springfield en Massachusetts y sirve a la Parroquia de San Estanislao Obispo y Mártir. La iglesia fue terminada en 1908 con el diseño de Robert J. Reiley y Gustave E. Steinback de la firma Reiley y Steinback. La basílica fue decretada como tal por el entonces papa Juan Pablo II el 25 de junio de 1991. 

## Véase también

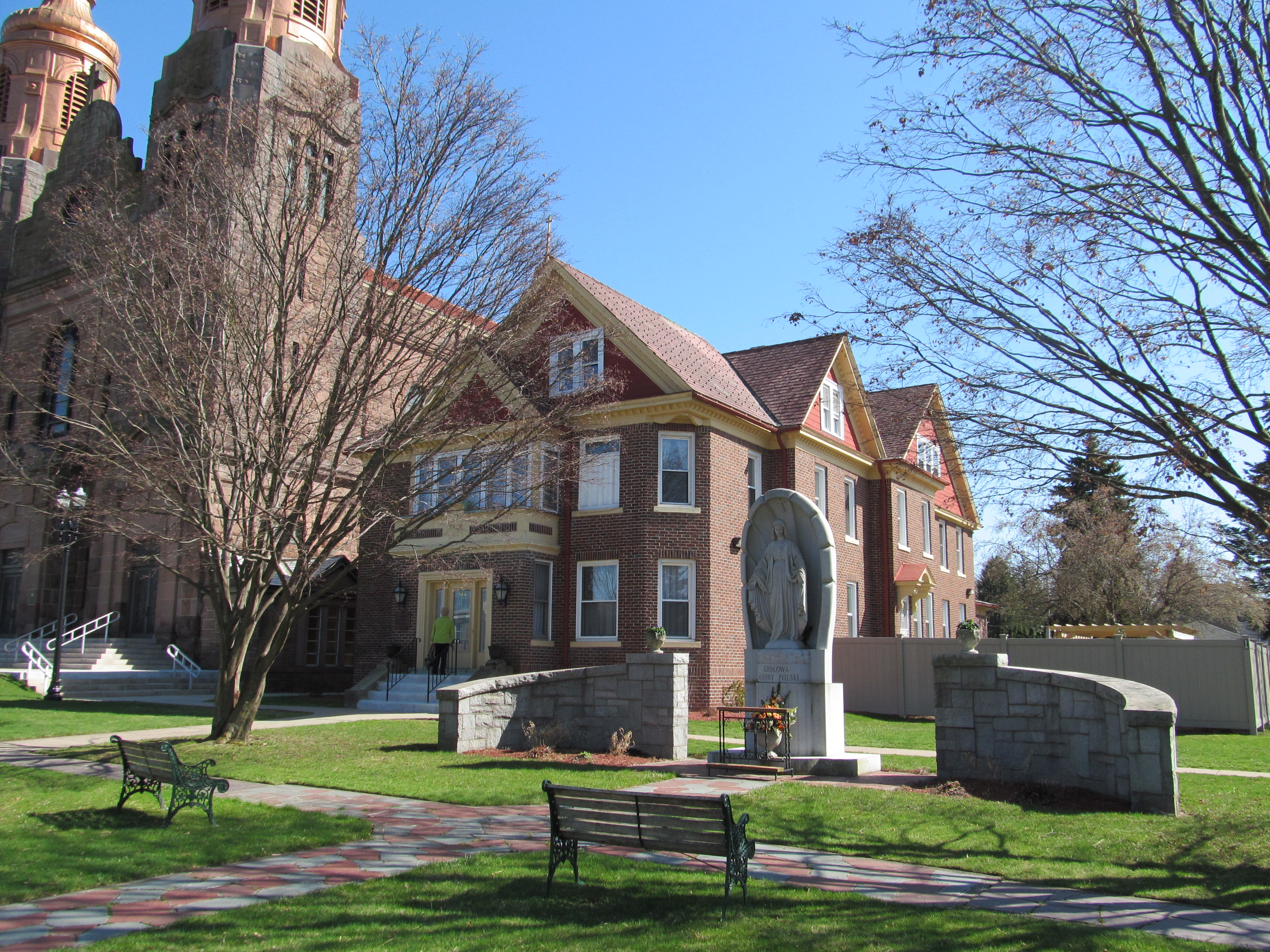
Otra vista del templo